# 花蓮縣私立國光高級商工職業學校
花蓮縣私立國光高級商工職業學校（簡稱國光商工，英文名稱為Hualien Kuo Koang High School ），創立於1966年11月9日，曾經位於花蓮縣花蓮市的私立職業學校，與南濱公園為鄰。該校因為少子化與人口外移影響致收生不足，於2011年8月1日停辦停招，2020年8月校地被花蓮縣波斯頓國際實驗教育機構國中部與國小部承租遷入，2022年6月教育部國教署令學校需完成解散的法律程序。 花蓮國光商工因不服教育部2022年2月9日不予許可該法人申請變更為「財團法人花蓮縣國光文化藝術基金會」的行政處分，因此提出行政訴訟，2024年9月5日高等行政法院判決國光商工勝訴。

## 校史
國光商工成立於1966年，並於1971年設立進修補校。該校以建教合作之輪調方式，與地方產業合作，培育優秀專業人才取得證照及學位，並讓同學早一步與社會接軌，獲得社會經驗，達成學生、學校、企業共榮成長的目標。此外增設有職訓中心，提供在地民眾學習一技之長，促進地方發展。
1976年全校最多有兩千多師生，但由於花蓮區國中畢業生人數逐年減少，2005年跌至只有380人，該校董事會因2010年11月16日會議決定翌年8月1日停辦停招，2011年停辦前全校日夜生合計813人。
該校停辦前，該校末代校長許志強曾表示將轉型為國光文化基金會，希望轉型為社會教育功能但不成功，該校董事會擬改辦為文化藝術基金會，培育文創產業技藝人才、舉辦展覽，協助政府成立石藝研發創意園區，並推動原民手工藝傳承和養成。董事會至2021年底向教育部提交轉型計畫，教育部在翌年3月初以「無法持續發揮社會貢獻價值」否決轉型案，該校學校法人與董事會於2022年3月被教育部解散。

### 歷任董事長
- 第一任　黃金鳳
- 第二任　周西伯
- 第三任　邱益壽
- 第四任　邱詩閔

### 校長
- 許志強

### 校訓
- 勤信精一，敬業樂群

### 校園
- 行政教學大樓
- 美容美髮大樓
- 中西餐飲實習大樓
- 汽機車實習工廠
- 學生宿舍

### 科系
- 日間部正規班：電子商務科，美容美髮科，餐飲管理科，汽機車修護科。
- 日間部輪調班：電子商務科，美容美髮科，餐飲管理科，汽機車修護科。
- 夜間進修學校：資料處理科，觀光事業科，餐飲管理科，美容科。

### 校友
- 楊文值，花蓮縣議會議長
- 陳文光，花蓮縣議會議員
- 曾玉霞，花蓮縣議會議員
- 徐雪玉，花蓮縣議會議員
- 邱紫惠，花蓮縣鳳林鎮鳳仁國小校長（2007年8月-2011年2月）
- 盧育慶，曾為華義SPIDER職業電競隊成員

## 外部連結
- 官方网站
- 花蓮縣私立國光高級商工職業學校的Facebook專頁
- YouTube上的國光商工40年回顧
- YouTube上的國光商工校園一覽